# Szajki
Szajki (biał. Шайкі; ros. Шайки; do 2004 roku Szejki) – wieś na Białorusi, w obwodzie mińskim, w rejonie kleckim, w sielsowiecie Hołynka.
W dwudziestoleciu międzywojennym leżały w Polsce, w województwie nowogródzkim, w powiecie nieświeskim.